# Бельтюки
 Бельтюки  — опустевшая деревня в Кирово-Чепецком районе Кировской области в составе Мокрецовского сельского поселения.

## География
Расположена на расстоянии менее 2 км на юг-юго-запад по прямой от центра поселения села Каринка.

## История
Известна с 1678 года как «Починок за речкою Филиповкою вновь Филки Мартынова» с 1 двором, в 1764 уже деревня Бельтюковская с 52 жителями. В 1873 году здесь (починок Бельтюковский) дворов 11 и жителей 86, в 1905 (деревня Бельтюковская) 18 и 57, в 1926 (уже Бельтюки) 28 и 137, в 1950 22 и 71, в 1989 постоянных жителей уже не учтено. . По состоянию на 2020 год деревня опустела. Территория используется под огороды.

## Население
Постоянное население составляло 1 человек (русские 100%) в 2002 году, 1 в 2010.